# Хронологія війни на сході України (липень — вересень 2014)
Хронологія війни на сході України — перебіг подій на території України під час Війни на сході України в період липня-вересня 2014 року.
Попередні події див: Хронологія війни на сході України (квітень-червень 2014)

## Липень

### 1 липня
Президент України Петро Порошенко у своєму зверненні до українського народу повідомив про припинення режиму одностороннього припинення вогню.
У ніч на 1 липня на горі Карачун поблизу Слов'янська впала телевежа.
Представники «ЛНР» взяли в полон журналіста Громадського телебачення Настю Станко та оператора Іллю Безкоровайного. Звільненням журналістів займається РНБО. Також Петро Порошенко доручив вжити усіх необхідних заходів для звільнення журналістів і забезпечити безпеку усіх журналістів у зоні АТО. Представник прес-служби ЛНР повідомив, що їх затримано за шпигунство на користь української армії. Настя Станко повідомила, що їх утримують в одному з підвалів Луганська, поводяться нормально, сили не застосовують. Також вона не виключає того, що її можуть обміняти.
У результаті обстрілу маршрутного автобуса в Краматорську загинули 4 людини, ще 5 отримали поранення.
Стало відомо, що голова Луганського відділення «Просвіта» Володимир Семистяга, який був викрадений бойовиками 23 червня, помер 27 червня у полоні від серцевого нападу. Згодом з'явилася інформація, що Володимир Семистяга живий.
Через місто Суходільськ прорвалися з боєм дві колони російської бронетехніки. Перша близько 5:00, друга — о 7:00. Станом на 9:00 українські військові розпочали дії з блокування цієї ділянки кордону.
Під Слов'янськом знищений тренувальний табір терористів. Знищено близько 250 бойовиків, з яких 2 третини — чеченці, решта — слов'янської зовнішності.
Міністр внутрішніх справ Арсен Аваков заявляє, що в Донецьку бойовики штурмують Донецьке облуправління. Є один загиблий міліціонер.
Силовики відбили пункт пропуску «Должанський», а також установили контроль над селом Закітне Краснолиманського району та селами Старий Караван і Брусівка Краснолиманської міськради.
Після відновлення АТО на сході України загинули 2 військовослужбовці, ще близько 20 отримали поранення. У відповідь було знищено понад 1 000 бойовиків.
СБУ повідомила, що затримала самопроголошеного мера Горлівки Володимира Колоснюка, найближчого соратника терориста Ігоря Безлера.

### 2 липня
Терористи обстріляли з міномета пункт пропуску «Новоазовськ». У результаті обстрілу загинув один військовослужбовець, ще 4 отримали поранення. Прикордонний наряд, який туди прямував, був також обстріляний, поранено 4 бійців. 3 липня у лікарні помер ще один прикордонник.
Сили АТО зачистили селище Металіст та увійшли до Кам'янобрідського району міста Луганська. Також звільнені населені пункти Райгородок, Різниківка та Рай-Олександрівка.
Бойовики обстріляли з ПЗРК український літак Су-24, одна ракета влучила у двигун. Льотчику вдалося погасити вогонь, знищити установку противника та безпечно приземлитися в 300 км від місця пригоди.
Державна служба України з надзвичайних ситуацій повідомила, що зі сходу України від початку АТО виїхали понад 27 000 осіб.
Спікер інформаційного центру РНБО Андрій Лисенко повідомив, що Росія закрила три пункти пропуску на кордоні з Україною, укріпивши їх важкою броньованою технікою та перекривши бойовикам шлях повернення в Ростовську область. За його словами, це зроблено для того, щоб не пропускати озброєних бойовиків на територію Російської Федерації. Також, за його словами, під Сімферополем створюється спеціальна база підготовки бойовиків для подальших диверсійних дій на території України. Лисенко розповів, що зараз бойовики евакуюються з приміщення Донецької ОДА для того, щоб вивезти захоплені фінансові ресурси та зброю. Прес-служба ДНР запевняє, що евакуація здійснюється через загрозу авіаудару. Також речник РНБО повідомив, що від початку АТО загинуло 200 військових, серед них:
- 150 — військові Збройних сил України
- 24 — міліціонери
- 13 — члени Національної гвардії
- 7 — співробітники СБУ
- 6 — прикордонники

Заступник голови Донецької обласної адміністрації, начальник управління з питань охорони здоров'я Олена Петряєва повідомила, що в Донецькій області загинуло не менше ніж 160 мирних жителів. Також, за її словами, у Слов'янську залишається близько 45 тисяч жителів.
Керівники трьох російських телекомпаній (ВГТРК Олег Добродієв, Першого каналу Костянтин Ернст та НТВ Володимир Кулістіков) закликали терористів так званої «Луганської народної республіки» відпустити з полону журналістів «Громадське ТБ» Настю Станко та Іллю Безкоровайного. У керівництві «ЛНР» пообіцяли відпустити журнадістів за умови, якщо вони виїдуть за межі республіки. Ввечері 2 липня журналістів відпустили. Анастасія Станко повідомила, що їх не катували, лише погрожували.
Вдень відбувся обстріл Станиці Луганської, загинули цивільні.
В.о. міністра оборони Михайло Коваль заявив, що в полоні бойовиків знаходиться 29 українських військовослужбовців.
У Берліні міністри закордонних справ України (Павло Клімкін), Німеччини (Франк-Вальтер Штайнмаєр), Франції (Лоран Фабіус) та Росії (Сергій Лавров) домовилися про створення тристоронньої групи із урегулювання кризи на Сході України. Дана контактна група повинна розпочати роботу до 5 липня. Припинення вогню повинне контролюватися спеціальною моніторинговою місією ОБСЄ в Україні. Також під контроль українських прикордонників повинні бути повернуті пункти пропуску «Ізварине» та «Червонопартизанськ».
Українським силовикам вдалося відновити контроль ще над трьома населеними пунктами: Райгородок, Різниківка і Рай-Олександрівка.

### 3 липня
За повідомленням Дмитра Тимчука, українські силовиків знищили 5 вантажівок «КамАЗ», які перевозили бойовиків. Наприкінці дня Тимчук повідомив, що сили АТО повністю блокували Миколаївку. У ході обстрілів артилерії та авіації знищено 6 опорних пунктів бойовиків. Знищено не менше 150 терористів, серед силовиків загинули 2 людини, ще 4 поранені.
Російські прикордонники з пункту пропуску «Новошахтинськ» повідомили, що о 4 годині 30 хвилин посадові особи митного поста МАПП «Новошахтинськ» Ростовської митниці були евакуйовані у зв'язку з бойовими діями, що почалися на суміжному пункті пропуску «Довжанський».
Речник РНБО Андрій Лисенко на своєму брифінгу заявив, що вночі група терористів кількістю близько 300 людей намагалася покинути територію України. У відповідь прикордонники РФ відкрили по ним вогонь з усіх видів зброї. Також він повідомив, що сили АТО проводять операцію щодо взяття бойовиків у кільце, щоб припинити постачання. Також він повідомив, що установка «Град», з якої бойовики обстріляли Станицю Луганську, захоплена. Всі деталі від снарядів ідентифіковані, сформована доказова база для передачі в правоохоронні органи.
Неподалік Краматорська легковий автомобіль із сім'єю підірвався на саморобному вибуховому пристрої — загинуло 2 дорослих, їхня 10-річна дочка отримала поранення.
2 невідомих у камуфляжній формі з вогнепальної зброї розстріляли наряд ДАІ, який ніс постійну службу на перехресті вулиць Артемівської та Гірничої в Куйбишевському районі Донецька. Троє інспекторів одержали смертельні поранення, ще один — важко поранений і госпіталізований.
Від одного із лідерів бойовиків у Слов'янську Ігоря Гіркіна («Стрєлка») дезертували 3 командири з десятками бойовиків у бік міста Єнакієве.
Петро Порошенко у телефонній розмові з віце-президентом США Джо Байденом заявив, що готовий зупинити АТО за певних умов. Це, по-перше, підтвердження припинення вогню в двосторонньому порядку, по-друге, звільнення всіх заручників і, по-третє, встановлення контролю над україно-російським кордоном за участі моніторингової групи ОБСЄ.
Українськими силовиками було блоковано м. Миколаївку поблизу Слов'янська

### 4 липня
Секретар РНБО Андрій Парубій на брифінгу заявив, що на території Донецької та Луганської областей українські силовики контролюють 23 із 36 районів. Також, за його словами, під виглядом гуманітарної допомоги Росія постачає бойовиків зброю. Щодо участі Віктора Медведчука на переговорах щодо припинення вогню, Парубій заявив, що Медведчук не може бути стороною переговорів, бо він сам є тим злочинцем, який протягом останніх років максимально долучався до того, щоб ця ситуація була створена. Також РНБО має відомості про фінансування бойовиків через Медведчука. В свою чергу, секретар РНБО сказав, що в Україні зберігається можливість введення широкомасштабного воєнного стану. Уже підготовлений відповідний документ, у якому передбачається координація та система управління всіх підрозділів українських військових.
Міністр внутрішніх справ Арсен Аваков повідомив, що сили АТО повністю контролюють Миколаївку. Захоплено близько 50 бойовиків, які склали зброю. Ввечері того ж дня з'явилась інформація, що ватажок проросійських бойовиків у Слов'янську Ігор Гіркін втік із міста.
Ввечері бійці батальйону МВС «Артемівськ» здійснили розвідувальний рейд до м. Артемівська, під час якого було обстріляно будівлю прокуратури, де розміщувався штаб «ДНР», та спалено автомобіль «Газель».

### 5 липня
У ніч із 4 на 5 липня терористи покинули Слов'янськ та вирушили до Краматорська та Артемівська. Близько 11 години із Краматорська бойовики вирушили до Донецька. Також у Донецьку пролунав вибух та помічені люди з нашивками «української нацгвардії», з якими не рекомендують вступати у бесіду. Над міськрадами Слов'янська та Краматорська підняті прапори України. Один із лідерів терористів Павло Губарєв повідомив, що бойовики передислоковуються в Горлівку та Донецьк. Здачу Слов'янська та Краматорська він порівняв із відходом військ Кутузова під час франко-російської війни 1812 року. Також ввечері були залишені ще два населені пункти: Дружківка та Костянтинівка.

### 6 липня

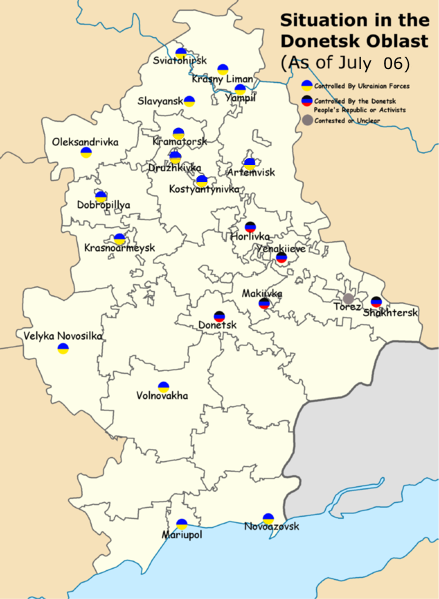
Контроль над основними містами Донецької області 6 липня 2014

Один із лідерів бойовиків Ігор Гіркін («Стрєлков») повідомив, що знаходиться в Донецьку та про наміри створити Центральну військову раду і заявив про намір стати військовим комендантом міста.
СБУ ліквідувала терористичну групу під Слов'янськом і затримала 4 її членів, у тому числі й ватажка на прізвисько «Кочегар». Також на території Херсонської області був затриманий один із керівників ДНР, соратник Стрєлкова на прізвисько «Сосна», що втікав на територію Автономної Республіки Крим.
Від терористів звільнене місто Артемівськ.
В селі Карлівка відбувся бій між бійцями батальйону «Донбас» та бойовиками. 23 травня «Донбас» у цьому ж селі потрапив у засідку і отримав значні втрати (5 загиблих, 15 поранених). В результаті бою понад 20 терористів були знищені.
Заступник секретаря РНБО Михайло Коваль повідомив, що для того, щоб змусити терористів скласти зброю та нейтралізувати їх, буде проведена повна блокада Луганська та Донецька.
У Луганську бойовики під українськими прапорами проводять провокацію, обстрілюючи житлові будівлі.

### 7 липня
У Харківській області були спіймані двоє громадян України, які належали до бойовиків розвідувально-диверсійної групи «Бєса». За їхніми словами, їхня група була сформована представниками ГРУ ГШ ЗС РФ та пройшла спеціальну бойову підготовку у таборі російської спецслужби на території АР Крим.
Близько 13 години на 10 кілометрі перегону Новобахмутівка—Очеретине був підірваний залізничний міст. Під час вибуху колією рухався вантажний потяг. Поранених і загиблих немає.
Сили АТО звільнили село Семенівку від бойовиків.
РНБО повідомило, що сили Держприкордонслужби та Збройні сили України повністю контролюють кордон між Україною та Росією.
Керівником Антитерористичного центру СБУ призначений Василь Грицак.

### 8 липня
У результаті влучання осколків снаряду в Луганську загинули 2 особи, ще 4 поранені.
Державна авіаційна служба перекрила повітряних простір у зоні АТО для цивільних літаків.
СБУ повідомило про те, що має список усіх осіб, які причетні до війни на сході. Одним із них є радник Президента Росії Сергій Глазьєв. Також фінансуванням бойовиків займаються колишній президент України Віктор Янукович, колишній міністр внутрішніх справ Віталій Захарченко та екс-голова СБУ Олександр Якименко.
У Донецьку був затриманий один із командирів військової частини, який здав бойовикам близько 1 500 автоматів та 4 000 гранат.
Президент України Петро Порошенко відвідав Слов'янськ, який був звільнений від бойовиків і заявив про відновлення нормального функціонування міста. Перед приїздом президента у місті були спіймані дві диверсійні групи, що мали на меті підготовку терактів.

### 9 липня
Самозваний міністр оборони ДНР Ігор Гіркін заявив, що Донецьк не готовий воювати із силами АТО, а також про переведення армії ДНР на контрактну основу.
Сили АТО в районі села Дмитрівка знищили дві системи реактивного вогню БМ-21 «Град» бойовиків.
Слідчий комітет Російської Федерації повідомив, що льотчиця Збройних сил України Надія Савченко, яка була захоплена в полон 17 червня поблизу селища Металіст та знаходиться у Воронезькому СІЗО, потрапила на територію Росії, як біженка. Їй інкримінують вбивство російських журналістів. Надії обрали запобіжний захід у вигляді утримання під вартою на два місяці до 9 вересня, цей термін може бути продовжений. Президент України доручив МЗС та Генпрокуратурі звільнити Надію Савченко з СІЗО.
Речник РНБО Андрій Лисенко повідомив, що сили АТО знешкодили штаб терористів у Слов'янську. Звідти було вивезено дві вантажівки зброї. Разом зі зброєю були супровідні документи з маркуванням російських військових частин, прізвищ та посад відповідальних осіб.
У Торезі до однієї з виправних колоній під'їхали бойовиків та, погрожуючи розстріляти жінок-працівників, вимагали звільнити 8 засуджених. З метою збереження життя і здоров'я заручників, вимоги бойовиків були виконані.
Радник губернатора Донецької області Сергія Тарути, був звільнений з полону.
Дмитро Тимчук повідомив, що дві батальйонні групи Збройних сил РФ були перекинуті ближче до кордону з Україною (чернігівський та харківський напрямки).

### 10 липня
Дмитро Тимчук повідомив, що станом на 10 липня залишається напруженою ситуація в Донецьку, Горлівці, Луганську, Антрациті, Сєвєродонецьку. За останній день загинули 3 військовослужбовці, 27 — поранені. Три одиниці бронетехніки підірвалися на фугасах.
У місті Рубіжне Луганської області бойовики викрали начальника місцевої міліції, а в Антрациті захопили прокуратуру.
Владислав Селезньов повідомив, що в районі міста Сіверськ проходить активна фаза АТО. За його словами, бойовики втікають із міста. За словами Ігоря Гіркіна («Стрєлкова»), Сіверськ був залишений для того, щоб уникнути оточення українськими силовиками.
Установка залпового вогню БМ-21 «Град», з якої бойовики постійно обстрілювали аеропорт «Луганськ», знищена українськими десантниками.
Прес-центр АТО повідомив, що майже за три місяці бойових дій на сході України загинуло 173 військовослужбовці, ще 446 поранено. Міністерство охорони здоров'я України повідомило, що в зоні Антитерористичної операції загинуло 478 мирних жителів, з яких 30 жінок та 7 дітей. Ще близько 1 392 осіб поранено. Начальник медслужби Нацгвардії Олег Михайлик заявив, що загинуло 12 їхніх бійців.
Міністр оборони Валерій Гелетей повідомив, що силовики зайняли місто Сіверськ та встановили контроль над пунктом пропуску «Червонопартизанськ».
Близько 17:50 автобус, який перевозив шахтарів ДТЕК шахтоуправління «Червонопартизанське» до місця роботи, потрапив під обстріл. У результаті загинули 4 гірники, 9 осіб поранено.

### 11 липня
Прес-центр АТО повідомив про те, що в ніч з 10 на 11 липня у результаті обстрілів бойовиками позицій українських військових загинули 3 військовослужбовці, ще 12 — поранено. Зі сторони терористів загинуло не менше, ніж 50 осіб.
Внаслідок обстрілу з установок БМ-21 «Град» проросійськими сепаратистами табору сил антитерористичної операції неподалік села Зеленопілля Луганської області загинуло 19 та поранено понад 100 військовослужбовців.
Екс-мера Слов'янська Нелю Штепу затримали в Донецькій області. Їй інкримінують посягання на територіальну цілісність і недоторканність України.
Поблизу міста Краснодон авіація сил АТО знищила базу бойовиків. Була знищена техніка та жива сила. Речник АТО Владислав Селезньов повідомив, що за 11 липня авіація здійснила 16 вильотів. Були знищені дві мінометні батареї, два танки, три БТР, багато автомобільної техніки та боєприпасів. Також знищено близько 500 терористів. Також посилено контроль над пропускним пунктом «Ізварине». Також, за його словами, знищено близько 500 бойовиків біля міста Дзержинськ.
Під Артемівськом відбувся бій між терористами та бійцями батальйону «Донбас». В результаті загинули 7 бойовиків.

### 12 липня
Внаслідок нападів проросійських сил на позиції українських військових в ніч з 11 на 12 липня загинуло 7 військовослужбовців.
Радник Президента України Сергій Куніцин заявив, що українська армія не збиралася штурмувати Слов'янськ, оскільки в деяких місцях знаходилися ємності з хімічними препаратами. Якщо б вони були підірвані, то половина Донецької області могла б померти. Також, за його словами, поблизу міста Краснодон Луганської області будуються фортифікаційні споруди і що це місто може повторити долю Слов'янська.
Від жителів Луганської області надійшла інформація про те, що близько 12:00 на територію України в'їхала велика колона бронетехніки під прапорами Росії та з маркуваннями Збройних сил РФ. За їхніми словами, колона розділилася на дві частини: одна продовжила рух у напрямку Свердловськ (нині Довжанськ)—Ізварине, а інша направилася до Луганська. Коментуючи дану інформацію, Владислав Селезньов зазначив, що якщо інформація підтвердиться, то колона буде знищена.
За даними сил АТО, протягом дня бойовики вели обстріл житлових кварталів Донецька, видаючи це за обстріли українських військових. У результаті загинуло 9 осіб, серед яких одна дитина.

### 13 липня
За ніч від 12 на 13 липня загинуло 7 військовослужбовців, ще 30 було поранено.
Російські ЗМІ повідомили, що в місті Донецьк Ростовської області загинув місцевий житель внаслідок потрапляння у двір української міни. Речник РНБО Андрій Лисенко заявив, що українські військові не ведуть вогню по території Росії. Також він зазначив, що були й раніше факти, коли бойовики стріляють по території РФ і по мирних жителях з метою провокації, щоб покласти провину за жертви на українських військових.
Збройні сили України увійшли до села Сабівка Слов'яносербського району Луганської області та рухаються в напрямку Луганська. Також протягом дня українська авіація завдала удари по базі терористів поблизу Лисичанська та Ізварине. Також була обстріляна група бойовиків, яка завдавала удари по аеропорту Луганська.
Сили АТО ввечері проводять операцію із деблокування аеропорту «Луганськ». Також, за неперевіреними даними, була знищена колона бойовиків поблизу села Розкішне. Загалом в результаті боїв у Луганську загинуло 3 мирних жителя, ще 14 поранено.

### 14 липня
Міністерство оборони України повідомило, що колони бронетехніки, які пройшли на територію України зі сторони Росії, були ліквідовані.
Аеропорт Луганська повністю розблоковано силами АТО. Після розблокування терористи завдали удару по позиціях сил АТО в аеропорту з РСЗВ «Град». Втрат серед силовиків немає.
Сили АТО звільнили населені пункти Металіст, Олександрівськ, Біле та Розкішне від бойовиків.
В Луганській області був збитий літак Ан-26, який виконував завдання в рамках повітряно-транспортного забезпечення активної фази АТО. Пілот літака встиг катапультуватися. Згодом міністр оборони Валерій Гелетей повідомив, що члени екіпажу вийшли на зв'язок. Відомо, що 2 членів екіпажу потрапили в полон до бойовиків, доля інших 6 осіб невідома.
Мер Донецька Олександр Лук'янченко покинув місто, мотивуючи це ультиматумом бойовиків «ДНР».
Дмитро Тимчук повідомив, що бойовики обстріляли аеропорт Донецька з мінометів. Втрати невідомі.

### 15 липня
Речник АТО Владислав Селезньов повідомив про те, що за ніч з 14 на 15 липня загинуло 2 військовослужбовців та ще 8 поранено.
Вранці поблизу міста Амвросіївка бойовики обстріляли позиції військових. У результаті загинули 3 особи, більше десяти поранено. Також поблизу селища Ізварине сили АТО були обстріляні з гранатометів, внаслідок чого 8 осіб загинуло.
Авіаударом знищений будинок у місті Сніжне Донецької області. В результаті удару загинуло 11 осіб. Речник РНБО Андрій Лисенко заявив, що цього дня жоден літак ЗСУ у небо не підіймався. Також він зазначив, що це провокація з боку РФ.
Під час наради глави МВС Арсена Авакова у Слов'янську затримали секретаря міськради Олександра Самсонова. Його звинувачують у створенні незаконних збройних формувань. Підставою для затримання стали численні скарги жителів міста на те, що Самсонов співпрацював із бойовиками.
Олег Тягнибок повідомив, що 5 членів екіпажу Ан-26, який був збитий 14 липня, врятовані.
РНБО повідомила, що за час проведення АТО загинуло 258 українських військовослужбовців, 922 — поранені та 45 знаходяться в полоні у бойовиків.
За даними Організації Об'єднаних Націй, число вимушених переселенців із Криму та сходу України становить понад 87 тисяч осіб.

### 16 липня
Поблизу села Маринівка Донецької області терористи пішли в наступ на сили Національної гвардії. У ході обстрілу значно постраждала інфраструктура населеного пункту. Перед цим вночі вони обстрілювали позиції силовиків в даному районі. В результаті бою загинули 2 військовослужбовці.
За словами речника РНБО, минулої доби загинуло 11 українських військовослужбовців. Попередня інформація про значно більші втрати не відповідає дійсності. Також Андрій Лисенко заявив, що під час робіт із відновлення інфраструктури Слов'янська було знайдене сховище із сотнями тіл загиблих терористів, які були присипані землею.
На сході України був скоєний замах на міністра внутрішніх справ Арсена Авакова. Радник Авакова Зорян Шкіряк заявив, що організатором замаху був лідер горлівських терористів Ігор Безлер.
Жителі міста Гуково Ростовської області виклали у мережі Інтернет декілька відео з різних точок, які показують, як залпові установки «Град» стріляють з території Росії по території України.

### 17 липня
Бійців 72-ї бригади під час завантаження тіл обстріляли з «Градів». Уся група була відтіснена на територію Росії, де 15 осіб затримали співробітники ФСБ. Згодом у російській лікарні один із бійців загинув.
Прес-служба Луганської міської ради повідомила, що внаслідок артилерійських обстрілів міста терористами поранено 8 людей, також у місті сталося 10 пожеж.
Речник РНБО Андрій Лисенко заявив, що літак збройних сил РФ збив український літак Су-25. З екіпажу був лише льотчик, який встиг катапультуватися та був евакуйований у безпечне місце. Також він повідомив, що в районі Ізварине з'явилися так звані «зелені чоловічки» — військовослужбовці РФ без розпізнавальних знаків. Раніше Дмитро Тимчук заявляв, що така провокація можлива. Згодом Тимчук повідомив, що одного з них було схоплено в полон. Згодом РНБО навело докази, що це був літак МіГ-29.
Поблизу міста Торез Донецької області розбився пасажирський літак Boeing 777, який належав малайзійським авіалініям. Він здійснював переліт маршрутом Амстердам — Куала-Лумпур. На борту літака було 283 пасажири і 15 членів екіпажу. Всі вони загинули. Попередня версія катастрофи — збиття з ракетного комплексу «Бук». Дмитро Тимчук зазначив, що сили АТО взагалі не мають із собою засобів протиповітряної оборони. В той же час засоби протиповітряної оборони застосовують у цьому регіоні проросійські терористи та підрозділи збройних сил Росії. У той же час російські ЗМІ опублікували новину, в якій вказали, що так звані «ополченці» збили біля Торезу літак Ан-26 Збройних сил України.

### 18 липня
Арсен Аваков повідомив, що близько 4:50 був зафіксований тягач із завантаженим гусеничним ракетним комплексом, що рухається в напрямку через Краснодон, убік кордону з Російською Федерацією. Також він надав відео тягача, де є три ракети, а середньої не вистачає. Заступник Авакова Антон Геращенко раніше заявив, що ЗРК «Бук», яким був збитий пасажирський літак, вивезений на територію Росії для знищення. Також, за його словами, планують знищити й бойовиків, які винні в катастрофі. Також глава СБУ Валентин Наливайченко повідомив, що на території України були затримані два росіянина, в одного з них був російський військовий квиток із зазначенням професії «коректувальник вогню».
Близько 9:30 внаслідок обстрілу бойовиками з «Граду» загорівся Лисичанський нафтопереробний завод. Також терористи обстріляли 19 блокпостів українських військових та населений пункт Куйбишево Ростовської області. У Луганську бойовики обстріляли місто — в результаті більше 20 осіб загинуло.
Міністр оборони України Валерій Гелетей доповів президенту України Петру Порошенку, що сили АТО взяли під контроль південно-східну частину міста Луганськ.

### 19 липня
Спікер інформаційного центру РНБО Андрій Лисенко повідомив, що все більша частина бойовиків і навіть деякі офіцери ФСБ Росії переходять на сторону України, мотивуючи своє рішення тим, що їх обдурили. Також за його словами антитерористична операція на сході України закінчиться тоді, коли бойовики складуть зброю та коли буде відновлений повний контроль над кордоном між Україною та Росією.
Виконуюча обов'язки губернатора Луганської області Ірина Верігіна повідомила. що з території Росії вночі потрапили 15 одиниць бойової техніки.
За словами Зоряна Шкіряка, в зоні АТО місцеві жителі чинять збройний опір бойовикам. Зокрема, за минулу добу були вбиті 9 осіб: 7 у Донецькій та 2 у Луганській областях. Більшість жертв — громадяни Російської Федерації.

### 20 липня
За даними Дмитра Тимчука, протягом ночі силовики закріпили свої позиції у аеропортах Донецька та Луганська. В той же час бойовики продовжили обстріл сил АТО, в тому числі й з території Росії. Військові знищили дві установки «Град», які обстрілювали Луганський аеропорт. Місцеві мешканці повідомили, що поблизу аеропорту українська армія несе великі втрати. Також українська армія увійшли до селища Георгіївка, що знаходиться за 3 км від Луганська. Під час штурму бойовики намагалися відтіснити підрозділ АТО з блокпосту поблизу Луганська. В результаті штурм був відбитий, група диверсантів — знищена.
За попередню добу загинули 8 українських військовослужбовців, ще близько 50 отримали поранення. Такі дані наводить Рада національної безпеки та оборони. Також у полоні бойовиків знаходяться 396 осіб, серед яких 3 журналісти, 6 політиків та 321 мирний житель. Також захоплено в полон іноземного студента Луганського державного медичного університету, громадянина Нігерії. За даними РНБО, Росія продовжує постачання важкої бойової техніки та інших видів озброєнь терористам на територію України. Так, тільки за останню добу з боку Російської Федерації через село Біленьке Краснодонського району в Луганській області переправили 4 танка, 3 БМП, 3 установи «Град», 4 БТР і кілька бортових автомобілів «Урал» з боєприпасами.
За повідомленнями очевидців, лідери терористичної організації «ЛНР» втекли з Луганська.
Президент України Петро Порошенко повідомив, що силовики заблокували місто Рубіжне та звільняють його від бойовиків.
Сили АТО розбили колону бойовиків, які планували прорватися через місто Лисичанськ. В результаті були знищені 3 бронемашини, захоплено в полон 23 особи разом із пораненим ватажком. Усі терористи виявилися громадянами РФ.

### 21 липня
Сили АТО звузили кільце навколо Горлівки та Донецька, відрізавши від забезпечення основні групи бойовиків. Зайнято значну територію між Артемівськом, Горлівкою, Костянтинівкою.
Українські військові звільнили від бойовиків селище Ювілейне Луганської області. Також звільнені міста Соледар і Дзержинськ Донецької області.
В результаті боїв поблизу залізничного вокзалу Донецька загинули щонайменше 4 мирні людини.
Бійці батальйону «Айдар» спіймали одного з помічників міністра оборони невизнаної Південної Осетії Тамерлана Єналдієва. Його затримали зі зброєю та документами, які свідчать про закупки дорогих медикаментів для бойовиків.

### 22 липня
Поблизу села Кам'янка Донецької області неподалік від блокпосту сил АТО вибухнув мікроавтобус. За попередніми даними, за кермом автобуса перебував терорист-смертник.
Бійцям 79-ї окремої аеромобільної бригади вдалося прорвати кільце терористів і вивезти тяжкопоранених у тил. З оточення були виведені близько 75 людей.
Війська АТО звільнили від бойовиків місто Сєвєродонецьк Луганської області. Покидаючи місто, терористи підірвали міст через річку Борова, який сполучав Сєвєродонецьк та Рубіжне. Також бійцями АТО звільнене місто Попасна.
Протягом 21 липня загинуло 13 українських військовослужбовців — повідомила РНБО на брифінгу. Також протягом цього дня територія України неодноразово була під обстрілом із території Росії.
Червоний Хрест офіційно визнав, що на сході України йде війна. Таким чином, усі злочини, які відбуваються на цій території, визнаються військовими злочинами.

### 23 липня
Бойовики залишили село Карлівка та вирушили в напрямку Донецька.
В районі Савур-Могили бойовики збили два військових літаки. Пілотам вдалося катапультуватися.
Від бойовиків звільнені населені пункти Карлівка, Нетайлове та Первомайськ.

### 24 липня
Протягом 23 липня в зоні АТО загинули 4 та отримали поранення 35 українських військових.
У ніч з 23 на 24 липня бойовики з групи Ігоря Безлера підірвали міст у Горлівці.
В одній із шкіл Слов'янська були знайдені 4 вибухові пристрої та пів-кілограми пластиду. За попередньою версію СБУ, вибухівка повинна була здетонувати 1-2 вересня, коли починається навчальний рік у школярів.

### 25 липня
На брифінгу РНБО речник Андрій Лисенко заявив, що за час проведення АТО загинуло 325 українських військовослужбовців та 1232 були поранені. За 24 липня загинуло 13 осіб, ще 19 одержали поранення.
Бойовики продовжують обстрілювати житлові квартали міст. Зокрема, в Донецьку жертвою стала одна людина, в Луганську — дві.

### 26 липня
Українські військові повністю звільнили Лисичанськ від бойовиків. Під час зачистки десантники виявили групу снайперів і знищили її.
У результаті бойових дій на території Луганської області терористи знищили підстанцію, в результаті чого область залишилися відрізаною від енергосистеми України. Через безперервні обстріли Луганська фахівці не можуть оперативно виїхати на місце події для усунення аварійної ситуації. Щойно з'явиться можливість, фахівці ліквідовуватимуть аварію, щоб відновити подачу електроенергії.
Сили АТО ведуть бої на околицях Горлівки. Наступна ціль — місто Донецьк. Також триває блокування всіх в'їздів у обласний центр Донецької області. Також Нацгвардія, ЗСУ та батальйон «Донбас» проводять штурм міста Первомайськ.

### 27 липня
Тривають бої поблизу населених пунктів Дебальцеве та Первомайськ.
Вдень з околиць Горлівки в бік центру міста був завданий ракетно-мінометний обстріл. У результаті загинуло близько 20-30 мирних жителів. У той же час українська авіація завдала удару по будівлі міського управління міліції Горлівки, де розташовувався один зі штабів групи одного з керівників Ігоря Безлера («Бєса»). Заручники, що знаходяться в полоні в Горлівці, повідомляють, що терористи висунули ультиматум: якщо протягом доби місто будуть обстрілювати або штурмувати, всіх полонених розстріляють і підірвуть хімічні заводи.
Сили АТО увійшли в Шахтарськ.

### 28 липня
Поблизу Луганська бойовики збільшують свою військову присутність та готуються перейти в контрнаступ. Штаб АТО повідомив, що було зафіксовано висування колон окупантів з військовою технікою у напрямку населених пунктів Георгієвка — Ровеньки — Антрацит.
У Донецьку та Луганську терористи продовжують обстрілювати житлові квартали. У Донецьку постраждало 8 жителів, із яких троє загинули, а в Луганську 5 осіб загинули, ще 15 — поранені.
Військовослужбовці Збройних сил України взяли під контроль Савур-Могилу. Ввечері був звільнений населений пункт Степанівка.

### 29 липня
Бойовики продовжили обстріл Донецька та Луганська. 5 осіб із притулку для літніх людей загинули в Луганську, також терористи не випускають мирних жителів, які прагнуть покинути місто. У Донецьку внаслідок обстрілів пошкоджені 2 багатоповерхівки. Також терористи обстріляли автобус, у якому їхали біженці. В результаті загинула дитина.
Силовики звільнили місто Дебальцеве.

### 30 липня
До Савур-Могили, яку днями раніше сили АТО звільнили, пробивалася бронетехніка терористів. У результаті було знищено близько 20 найманців, 2 фури з боєприпасами та один танк.
Внаслідок обстрілу Горлівки загинуло 5 осіб, ще 23 поранено.
На брифінгу РНБО Андрій Лисенко повідомив, що за час проведення бойових дій на сході України загинуло 363 силовики, ще 1434 поранені. Також він заявив, що сили АТО проводять дії одразу на декількох напрямках: авіація завдала удару по позиціях бойовиків у Макіївці, також точаться бої поблизу Авдіївки.

### 31 липня
Вранці поблизу селища Сизе бійці батальйону «Чернігів» знищила засідку бойовиків.
Колона десантників у четвер потрапила в засідку під Шахтарськом, втрати сил антитерористичної операції невідомі.
Луганськ залишився без енергопостачання. Була пошкоджена лінія, яка живила місто з боку Краснодона і була останньою, що працювала. Через відсутність електроенергії припинили роботу насосні і підвищувальні станції, в місті серйозні проблеми з водопостачанням. Для мирних жителів Луганська організовано «зелений коридор».
Начальник Генерального Штабу Збройних сил України Віктор Муженко заявив, що активна фаза АТО на сході України може закінчитися раніше, ніж через місяць.

## Серпень

### 1 серпня
Від бойовиків звільнений населений пункт Новий Світ.
На території Луганської області бойовики ЛНР напали на бойовиків ДНР, прийнявши їх за бійців сил АТО. В результаті обстрілу загинуло декілька бойовиків, серед яких і заступник ватажка донецьких терористів Павла Губарєва Олександр Проселков.
Сили АТО звільнили Красногорівку, Контарне та ще два населені пункти поблизу Савур-Могили.
Батальйон територіальної оборони «Батьківщина» повідомив, що на Донбасі був знищений командир терористичного батальйону «Призрак» на прізвисько «Лєший». Після вбивства ватажка батальйон розпався, а його особовий склад частково дезертирував.

### 2 серпня
У ніч з 1 на 2 серпня бойовики продовжили обстріл позицій сил АТО. Аеропорт Луганська був обстріляний щонайменше 7 разів(6 разів із «Граду», ще один раз — із танку). Жертв немає. Також вночі бійці 80-ї окремої аеромобільної бригади десантників знищила велику колону бойовиків, що рухалась від Суходольська до Луганська. У результаті було знищено 7 танків, 5 БТР, 3 установки «Град» і близько 7 машин з боєзапасом. Втрати бойовиків також склали близько 120—150 осіб.
Сили АТО розгромили два блокпости бойовиків у районі Мар'їнки та вийшли до околиць Донецька.
Зеленим коридором для мирних жителів Луганська протягом 2 серпня виїхав 321 житель міста.

### 3 серпня
В ніч з 2 на 3 серпня через неконтрольовану ділянку кордону України та Росії на територію України перейшли 10 танків, які рухаються в напрямку Донецька. Також вночі бойовики обстрілювали селища поблизу Горлівки. Є інформація про загиблих та поранених осіб.
У той же час поблизу Донецька знищений блокпост бойовиків, також в полон потрапив один із «спецназівців».
Служба безпеки України на підставі отриманих даних розвідки затримала групу з 300 бойовиків. Серед затриманих є 11 громадян РФ, а також громадяни інших країн.
РНБО повідомила, що територія, яку контролюють бойовики, порівняно з територією до початку АТО, скоротилася на 75 %. Також українським військовим вдалося розділити бойовиків на дві групи(Донецька та Луганська області).
Протягом 3 серпня в зоні АТО загинуло 5 українських військовослужбовців. Ще 14 осіб поранені.

### 4 серпня
Українські військові взяли населений пункт Ясинувата.
Прес-секретар батальйону «Азов» Ігор Мосійчук повідомив, що разом із батальйоном «Шахтарськ» «Азов» увійшов у Донецьк і розпочав зачистку міста. У свою чергу, речник РНБО Андрій Лисенко повідомив, що сили АТО місто не штурмують, але ведуть активну підготовку щодо цієї операції. Також, за його словами, інформація про те, що бойовики захопили в полон бійців Нацгвардії, не відповідає дійсності.
У ніч з 3 на 4 серпня бійці 72-ї окремої механізованої бригади, які на території Луганської області постійно перебували під обстрілами як з боку бойовиків, так і з боку Росії, разом із деякими прикордонниками змушені були перейти на територію РФ. Загалом перейшло 311 бійців(171 військовослужбовець та 140 прикордонників). Самі бійці стверджують, що вони перебували під обстрілами близько 3 тижнів, без жодної підтримки з боку штабу АТО. Жоден із бійців не погодився залишитися на території РФ.
У Донецьку о 22:16 на перетині проспекту Миру та вулиці Університетської здетонував вибуховий пристрій саме в той момент, коли проходила група озброєних представників «ДНР». У результаті восьмеро з них дістали поранення різного ступеня важкості.

### 5 серпня
Сили АТО, які днем раніше звільнили Ясинувату, змушені були відійти з міста, оскільки там склалася ситуація, яка загрожувала великій кількості мирного населення — РНБО.
Мерія Донецька повідомила, що в Петровському районі міста тривають бої, лунають постріли, вибухи. Жертвами стали щонайменше 2 мирних жителів.

### 6 серпня
За даними ООН, від початку конфлікту на сході України загинуло 1367 людей, 4087 людей поранено. У Горлівці загинуло 33 мирних жителя за увесь час АТО, 129 осіб були поранені.

### 7 серпня
Український вертоліт Мі-8, який летів за пораненими в районі Савур-Могили, був підбитий внаслідок атаки бойовиків. Пілоти залишилися живими. А поблизу Єнакієве був збитий винищувач Міг-29. Пілот залишився живий.
В Горлівку поблизу автобусної зупинки розірвався снаряд. У результаті загинуло 5 осіб, ще 10 травмовані. Також в результаті потрапляння снаряду в місті згорів дерев'яний храм. У Донецьку жертвами обстрілів стали 4 людини, ще 18 поранені.
Близько тисячі українських військових, які протягом тривалого часу знаходилися під обстрілами бойовиків і російських військ, вирвалися з оточення та з'єдналися з основними силами АТО. В результаті прориву загинули декілька солдатів.
Бійці батальйону «Айдар» затримали мера Луганська Сергія Кравченка в місті Щастя. Він був затриманий під час спроби перетину кордону з Російською Федерацією.

### 8 серпня
На блокпості в місті Щастя бійці батальйону «Айдар» затримали мера Олександрівська Вадима Резніка. Він намагався виїхати з обласного центру під виглядом мирного жителя.
Сили АТО зайняли населений пункт Міусинськ, тим самим перервавши сполучення між Сніжним та Красним Лучем. Також силовики звільнили Пантелеймонівку між Горлівкою та Макіївкою.

### 9 серпня
Один із лідерів бойовиків Ігор Гіркін повідомив, що сили АТО звільнили місто Красний Луч. Також так званий «прем'єр-міністр ДНР» Олександр Захарченко написав у заяві, що Донецьк оточений силами АТО.

### 10 серпня
Двоє бійців батальйону «Азов» загинули поблизу Іловайська та ще декілька поранених. Один із загиблих — чоловік урядового уповноваженого з питань антикорупційної політики Тетяни Чорновол Микола Березовий. В результаті боїв місто було взяте під контроль.
Прес-центр АТО повідомив, що бойовики масово дезертують з лав бойовиків і контактують із штабом АТО, здаючи своїх поплічників. Також сполучення бойовиків між Донецькою та Луганською областями повністю перекрите українськими військовими.

### 11 серпня
Село Степанівка знищене обстрілами «Граду» з території Російської Федерації. Військових Збройних сил України в селі не було.
У Донецьку в результаті обстрілу снаряд потрапив у житлову зону колонії суворого режиму № 124. Жертвою став один ув'язнений, ще троє поранені, 106 людей втекли. Згодом 34 із них повернулися до місця позбавлення волі.
За час АТО станом на 9 ранку 11 серпня на сході України загинули 568 військових, понад 2 тисячі осіб поранені — РНБО.
Бійці батальйону «Дніпро» затримали самопроголошеного мера Алчевська, депутата міської ради від КПУ Миколу Бойка.
Президент РФ Володимир Путін під час розмови з головою Єврокомісії Жозе Мануелем Баррозу заявив, що спрямовує на територію України «гуманітарний конвой». Цей конвой, за словами керівництва Росії, узгоджений із керівництвом Червоного Хреста. В той же час Міжнародний Комітет Червоного Хреста підтверджує власну допомогу в доставці гуманітарної допомоги в Україну, але без будь-якого збройного ескорту. МЗС України повідомило, що готове прийняти гуманітарні вантажі лише за певних умов. Це звернення приймаючої країни, узгодження переліку допомоги, доставка її через канали ООН та Червоного Хреста і «виключно через підконтрольні Україні пункти пропуску на кордоні».

### 12 серпня
Автоколона «гуманітарного конвою» з вантажем із Росії на територію сходу України вирушила з Наро-Фомінська. Гуманітарну допомогу доставлять 280 «КАМАЗів». Серед відправлених вантажів — продовольство, у тому числі 400 тонн круп, 100 тонн цукру, 62 тонни дитячого харчування, 54 тонни медичного майна та ліків, 12 тис. спальних мішків, 69 електростанцій різної потужності. Екс-президент України Леонід Кучма повідомив, що допомога здійснюватиметься під егідою Червоного Хреста, а сама колона буде супроводжуватися представниками ОБСЄ. Також, за його словами, маршрут колони визначений, вона перетне кордон на території Харківської області та вирушить до Луганська. Окрім допомоги від Росії, у її складі будуть вантажі з України, ЄС та США. Речник РНБО Андрій Лисенко заявив, що дана гуманітарна колона не є сертифікованою з Червоним Хрестом і кордон України чи Росії не перетне. Заступник глави Адміністрації президента Валерій Чалий пояснив, що транзит територією України буде проводити Червоний Хрест. У транзитній зоні буде проведене оформлення вантажів, перевантаження на окремі транспортні засоби, що доставлять допомогу на схід України. У той же час представник Червоного Хреста Андре Льорш заявив, що Росія порушила домовленість із цією організацією та відправила вантаж, попередньо не сповістивши про вміст вантажівок.
Мер міста Лутугине Сергій Москальов затриманий із підозрою в сепаратизмі. Також мер Артемівська Олексій Рева був затриманий бійцями батальйону «Айдар».
Від терористів звільнені населені пункти Первомайськ, Комишуваха, Калинове Луганської області та Вуглегірськ Донецької області.
Лідер організації «Правий сектор» Дмитро Ярош повідомив, що автобус із бійцями організації потрапив у засідку бойовиків у мікрорайоні Мандрикіне Петровського району Донецька. У результаті обстрілу 7 людей загинули, ще 13 отримали поранення.

### 13 серпня
Організація об'єднаних націй повідомив, що за увесь час проведення АТО на сході України загинуло 2086 осіб, понад 5 тисяч були поранені. Ці втрати включають як військових, так і цивільне населення.
У результаті обстрілу бойовиками села Переможне загинуло багато мирного населення. За словами РНБО, загалом у Донецькій області повністю зруйнованими є 300 будинків, з яких 42 — об'єкти комунальної власності, решта — приватні садиби. 480 сімей(понад 1000 жителів) залишилися без даху над головою.
Міністр внутрішніх справ України Арсен Аваков повідомив, що ніяка «гуманітарна допомога» з боку Росії, що рухається в напрямку території України, не перетне кордону Харківської області. У той же час з'явилася інформація, що колона російських вантажівок може перетнути кордон у пункті пропуску «Ізварине», що не контролюється українськими прикордонниками. Червоний Хрест відреагував на це тим, що якщо гуманітарна допомога потрапить на територію України через неконтрольовані пункти пропуску, то організація її приймати не буде.
Національна гвардія України звільнила місто Гірське від бойовиків.
Внаслідок обстрілів східних кварталів Луганська загинуло 22 особи.

### 14 серпня
Самопроголошений лідер терористичної організації «ЛНР» Валерій Болотов подав у відставку в зв'язку з пораненням.
Речник РНБО Андрій Лисенко повідомив про те, що в ніч з 13 на 14 серпня декілька груп бойовиків намагалися прорватися на територію України з боку Росії. В результати боїв із українськими прикордонниками, вони змушені були повернутися назад. Також він повідомив, що з Києва, Харкова та Дніпропетровська в напрямку сходу України вирушили вантажівки з гуманітарною допомогою мирним мешканцям загальною масою 800 тонн.
13 українських військових, які знаходилися в полоні терористів, були обміняні на 4 бойовиків. Протягом дня з полону були звільнені 25 військових.
У результаті артобстрілів Донецька жертвами стали 11 осіб.
Журналісти видань «The New Times» та «Guardian» повідомили, що колона російських військ перетнула кордон РФ та України через КПП «Ізварине». У складі колони було від 20 до 50 БТРів.

### 15 серпня
За словами Дмитра Тимчука, бойовики проводять контратаки з метою відновити контроль над основними транспортними шляхами. Це дороги Н 21 та М 04, які забезпечують бойовиків у Донецьку та Луганську.
Радник міністра внутрішніх справ Антон Геращенко підтвердив, що в ніч з 14 на 15 серпня через Сніжне пройшла колона з 70 одиниць російської бронетехніки. Також цю інформацію підтвердив і генеральний секретар НАТО Андерс Фог Расмуссен. Під час розмови з прем'єр-міністром Великої Британії Девідом Кемероном президент України Петро Порошенко заявив, що значна частина колони знищена українською артилерією.
Під час перекриття дороги між Краснодоном і Луганськом бійці батальйону «Айдар» знищили 8 танків бойовиків і близько 150 терористів.
Лідер організації «Правий сектор» Дмитро Ярош повідомив, що в одній із промислових зон Донецька артилерія знищила танк бойовиків та щонайменше 60 терористів.
За повідомленням Луганської ОДА, бійці Національної гвардії України увійшли на територію Луганська та взяли під контроль лікарню в Ленінському районі міста.

### 16 серпня
Українські військові звільнили Жданівку від бойовиків.

### 17 серпня
В ніч з 16 на 17 серпня бойовики збили український винищувач МіГ-29, який повертався з бойового завдання, знищивши велику кількість техніки та живої сили терористів. Пілот встиг катапультуватися в безпечне місце.
У результаті боїв в Донецьку та Луганську загинуло 10 мирних жителів та ще 8 — поранені. Бойовики масово обстріляли селище Хрящувате.
Українська артилерія знищила велику кількість техніки та бойовиків у районі Суходольська.
95 бригада Збройних сил України встановила контроль над містом Ясинувата. Національна гвардія України ліквідовує бойовиків, які залишилися в місті.

### 18 серпня
Сили АТО взяли у кільце Горлівку. Активні дії проходять в районі Станиця Луганська, Донецьк, Луганськ, Шахтарськ, Торез. Із системи БМ-27 «Ураган» були обстріляні позиції силовиків поблизу Новокатеринівки.
Терористи обстріляли з установки «Град» біженців, які покидали зону АТО, в Луганській області. Кількість жертв поки невідома, але, за попередніми даними, вона є доволі великою.
За словами речника РНБО Андрія Лисенка сили АТО дійшли до центра Луганська, тривають бої на вулицях міста.

### 19 серпня
Бійці добровільних батальйонів «Дніпро», «Донбас» та «Азов» у результаті штурму зайняли більшу частину міста Іловайськ.
Кількість жертв обстрілу переселенців, які залишали зону АТО, збільшилася до 17 осіб. Такі дані повідомила РНБО.
Дмитро Тимчук повідомив, що велика колона з Росії прорвалася в Луганськ. Згодом командувач АТО у Луганській області Ігор Воронченко підтвердив дану інформацію.
Протягом доби в зоні АТО загинули 9 українських військовослужбовців, 22 осіб поранено. Також внаслідок обстрілів у Донецькій області загинуло 34 мирних жителя, 29 отримали поранення.

### 20 серпня
В Іловайську бійці батальйону «Донбас» взяли в полон 5 осіб, які виявилися бійцями ВДВ Російської Федерації.
Внаслідок обстрілів артилерією в місті Донецьку загинуло 9 жителів, 13 осіб отримали поранення.
Поблизу Новосвітлівки близько 18 години бойовики збили український винищувач Су-25, який виконував бойове завдання. Подальша доля пілота невідома.
Агентство ООН зі справ біженців повідомило, що в результаті бойових дій на сході України покинули свої домівки близько 416 тисяч жителів. Із них близько 198 тисяч вирушили до Росії, понад 14 тисяч — до Польщі та близько 14 тисяч до Білорусі.

### 21 серпня
Керівник групи «Інформаційний спротив» Дмитро Тимчук повідомив, що тривають бої в районі міст Донецька, Луганська та Іловайська. Також тривають роботи по посиленню контролю над трасою М 04, яка з'єднує Луганськ з іншою частиною ЛНР. За його словами, вночі сили АТО знищили велику кількість живої сили бойовиків. Знищено 2 установки БМ-21, 3 танки та 2 БМД. Ще 2 танки й 2 БМД захоплені. Одна з машин БМД-2, яка була захоплена біля села Георгіївка Лутугинського району Луганської області мала бортовий номер зі складу військової частини 74628, яка базується в місті Псков. Також захопленими були російські військовослужбовці.

### 22 серпня
Перша партія російських вантажівок з гуманітарною допомогою жителям східних областей України перетнула кордон. СБУ повідомила, що розглядає перетин кордон як пряме вторгнення Російської Федерації на територію України.
Командир батальйону «Донбас» Семен Семенченко повідомив, що тривають запеклі бої за місто Іловайськ. За його словами, російські офіцери, які раніше поодинці були розкидані між підрозділами, тепер воюють цілими взводами.

### 23 серпня
За даними РНБО, протягом доби загинуло 5 українських військових, ще 8 отримали поранення. Загалом за час проведення АТО загинуло 722 військових, 2625 осіб було поранено.

### 24 серпня
Сили АТО продовжують зачистку Іловайська та блокування шляху між Донецьком і Горлівкою. За словами прес-служби АТО, протягом 23-24 серпня бойовики втратили 1 бронетранспортер, 2 автомобілі та близько 500 осіб убитими та пораненими.
Близько 12 години терористи розстріляли селище Комунар, у якому не було українських військових, із «Градів».
Радник міністра внутрішніх справ Антон Геращенко повідомив, що у Костянтинівці затримали особу 1980 року народження, яка виявилася особистим охоронцем одного із лідерів терористів Ігоря Гіркіна.

### 25 серпня
Прес-центр АТО повідомив про те, що за останній день українські бійці знищили близько 8 танків, 10 броньованих машин, 3 установки БМ-21 «Град» і 1 гаубицю. Втрати в живій силі становлять близько 250 осіб.
За повідомленнями службовців Донецького прикордонного загону, колона в складі декількох танків, БТРів перетнула кордон України та Росії, обстріляла позиції сил АТО в Новоазовську та рушила в напрямку Маріуполя. Речник АТО Олексій Дмитрашківський заявляє, що інформація не підтверджена. Згодом Дмитро Тимчук підтвердив, що колона намагалася прорватися, але внаслідок діям українських підрозділів, лише незначна частина її зуміла прорватися. Згодом дана частина колони була знищена. Зокрема, батальйон «Дніпро» повідомив про знищення 10 БТРів, а батальйон «Азов» — про знищення 2 танків та взяття полонених. Загалом у полон потрапило 10 військовослужбовців Збройних сил Російської Федерації з військової частини № 71211.
Загалом протягом доби в зоні АТО загинуло 12 українських військових, 19 отримали поранення.

### 26 серпня
Міністерство оборони Російської Федерації підтвердило, що військовослужбовці, які були полонені попереднього дня — це російські військові. За їхніми словами, солдати опинилися на території України випадково. У той же час, батьки бійців повідомляють, що міністерство намагається виставити бійців дезертирами, щоб зняти з себе відповідальність.
Андрій Лисенко повідомив, що російські гелікоптери Мі-24 обстріляли українських прикордонників. В результаті загинуло 4 особи.
Близько 17:30 українська авіація завдала удару по позиціям бойовиків у районі міста Суходільська. Із землі були випущені два снаряди із ЗРК, але вони не досягли цілі.
Прес-центр АТО повідомив, що в результаті боїв за Іловайськ було знищено близько 225 бойовиків, три танки, одна бойова броньована машина, дві БМ-21 «Град», чотири міномети, один автомобіль та одна установка 9А52. Також, за даними РНБО, протягом доби загинуло 13 військових, ще 36 бійців поранено.

### 27 серпня
Прес-центр АТО повідомив, що велика колона, в складі якої близько 100 одиниць різноманітної важкої техніки, рухається з Росії в напрямку селище Тельманове.
За даними РНБО, терористи разом із російськими військовими захопили декілька сіл на півдні Донецької області: Маркове, Ковське, Щербак, Клинкине, Сєдово-Василівка, Кузнеці, Рози Люксембург, а в Старобешеве розгромлена лікарня. Наприкінці дня після підкріплення сили АТО встановили повний контроль над Новоазовськом.
Бійці загону міліціонерів з Чернігівської області знищили в зоні АТО мікроавтобус із бойовиками. Вбито 6 бойовиків, 3 взято в полон. Восьмеро осіб із 9 — виявилися жителями Москви та Санкт-Петербурга.
Комітет солдатських матерів у Ставропольському краї Російської Федерації опублікував список із близько 400 прізвищ бійців Збройних сил РФ, які загинули чи були поранені внаслідок бойових дій на сході України.
Міністр закордонних справ Швеції Карл Більдт повідомив, що на сході України тривають сутички між українськими та російськими військовослужбовцями. Також цю інформацію підтвердили і в Держдепартаменті США. Радник міністра внутрішніх справ Зорян Шкіряк повідомив, що Росія здійснила повномасштабне військове вторгнення на територію України.

### 28 серпня
Прем'єр-міністр України Арсеній Яценюк у зв'язку із загостренням ситуації на сході України закликав зібрати засідання Ради безпеки ООН. Також через ситуацію в Україні Швейцарія, що головує в ОБСЄ, скликає надзвичайне засідання.
Голова Союзу Комітетів солдатських матерів Росії Валентина Мельникова повідомила, що за попередніми підрахунками, на території України знаходиться близько 15 тисяч російських військовослужбовців.
РНБО заявила, що місто Новоазовськ і декілька сіл Новоазовського району захоплені російськими найманцями та військовослужбовцями. Бойовики укріплюють власні позиції.

### 29 серпня
За словами командира батальйону «Донбас» Семена Семенченка, російські танки атакували позиції сил АТО поблизу Іловайська. В результаті боїв силовики відбили атаку та зуміли захопити 12 бойовиків у полон. Під Дебальцевим спільна колона Національної гвардії та Збройних сил потрапила в засідку терористів. У результаті загинуло 4 осіб, ще 19 поранені.
За даними ООН, у результаті війни на сході України загинуло 2593 осіб, смерть яких є підтвердженою. До цього списку не включені 298 пасажирів Боїнга 777, збитого 17 липня.
Під Маріуполем СБУ затримала особу, якій інкримінують співпрацю з бойовиками. Його звинувачують в тому, що він був коригувальником вогню артилерії.

### 30 серпня
Сили АТО проводять зачистку селища Родакове від бойовиків.
У Донецьку був скоєний замах на самопроголошеного прем'єр-міністра «ДНР» Олександра Захарченка. Постраждав водій автомобіля, сам лідер терористів залишився неушкодженим.
За повідомленнями прес-центру АТО, протягом доби знищено близько 100 бойовиків.

### 31 серпня
9 російських десантників, які були затримані на території України, були обмінені на 63 бійця Національної гвардії, які 27 серпня під обстрілами з «Градів» перетнули кордон з Росію і були там затримані.
В Азовському морі були обстріляні 2 українські катери берегової охорони. В результаті 7 прикордонників поранено.
Українські військові разом із добровільними батальйонами, що потрапили в оточення під Іловайськом, протягом дня декілька разів намагалася прорватися. Зеленого коридору, який за попередніми даними, мав би бути наданий, не було. За повідомленнями очевидців, колону з військовими розстрілювали, бійців брали в полон. Деяким військовим вдається вирватися з оточення. Радник міністра внутрішніх справ Антон Геращенко повідомив, що 69 бійців батальйону «Донбас» прорвали кільце, ще 11 бійців інших батальйонів також вийшли з Іловайська.
За даними РНБО, протягом доби загинуло 7 осіб, ще 25 поранені.

## Вересень

### 1 вересня
За даними спікера РНБО Андрія Лисенка, українські військові отримали наказ на відхід із аеропорту Луганськ та селища Георгіївка. Під час відступу сапери АТО підірвали злітно-посадкову смугу аеропорту для недопущення висадки російської авіації. Також, згідно даних РНБО, на території України знаходиться близько не менше чотирьох батальйонно-тактичних груп російських Збройних сил приблизно по 400 осіб кожна. У результаті боїв 1 вересня загинуло 15 українських військових, ще 49 бійців поранені.
Керівник Центру обміну полонених, генерал-полковник Володимир Рубан повідомив, що внаслідок останніх боїв на сході в полон до бойовиків потрапили близько 680 українських силовиків. З низ близько 80 % — з-під Іловайська. Також. за його словами, є досить велика ймовірність гуманітарної катастрофи для полонених.
Міністр оборони України Валерій Гелетей повідомив, що антитерористична операція на сході України практично завершилася, так як на боці бойовиків воюють кадрові військові Російської Федерації, а ситуація переросла в повномасштабну війну між двома державами.

### 2 вересня
Російська газета «Псковская губерния» повідомила, що на території України практично повністю знищена 1-а рота 76-ї псковської дивізії повітряно-десантних військ Російської Федерації. За одними даними, із 80 осіб лише близько 10 залишилися живими, за іншими — загинуло близько 140 солдат.
Звільнені 9 українських військових, які перебували в полоні у терористів.
Організація Об'єднаних Націй повідомила, що від початку бойових дій на сході України кількість вимушених переселенців у інші райони України становить близько 260 тисяч осіб. До цього списку включені особи, котрі офіційно зареєструвалися на новому місці проживання. Ще близько 816 тисяч мешканців сходу виїхали до РФ, 4106 осіб — до країн ЄС.

### 3 вересня
Вранці з'явилася інформація з посиланням на прес-службу президента України, що у результаті телефонної розмови між президентом України Петром Порошенком і Росії Володимиром Путіним досягнуті домовленості щодо постійного припинення вогню на сході України. Після цього прес-секретар Путіна Дмитро Пєсков повідомив, що розмова була, але жодних домовленостей не могло бути, оскільки Росія не є стороною конфлікту. Згодом прес-служба Порошенка уточнила, що мова йшла не про припинення вогню, а лише про можливість режиму припинення.
Президент США Барак Обама заявив, що на сході України воюють регулярні війська Російської Федерації і цей факт можна дуже легко довести. Також він закликав Росію змінити політику щодо України.
Спостерігачі з місії ОБСЄ вперше підтвердили факт обстрілу території України з боку РФ.

### 4 вересня
За повідомленням прес-центру АТО, в ніч з 3 на 4 вересня українські військові знищили близько 120 бойовиків.
Близько 2:30 батальйон «Київ-12», який дислокується в Жовтневому районі Луганської області, був обстріляний з установок РСЗВ 9К58 «Смерч». У результаті є загиблі та поранені, проте їхня кількість невідома.
Згідно даних РНБО, за увесь час проведення АТО на сході України загинуло 837 українських військовослужбовців, ще 3044 поранені. Протягом доби загинуло ще 7 військовослужбовців, 59 бійців поранено.

### 5 вересня
За даними РНБО, протягом бойових дій на сході України загинуло близько двох тисяч військовослужбовців Російської Федерації. Також, за словами спікера Андрія Лисенка, в ніч з 4 на 5 вересня, поблизу Червонопартизанська Луганської області в одну із штолень було скинуто декілька десятків тіл російських солдат з метою приховування втрат.
Основні бої точаться між Маріуполем і Новоазовськом, поблизу населеного пункту Широкине.
В результаті бою поблизу селища Комінтернове сили АТО знищили близько 40 бойовиків та 2 БТР.
У рамках тристоронньої зустрічі Україна-Росія-ОБСЄ, яка проходила в Мінську, був підписаний протокол щодо припинення вогню на сході. Він складається з 14 пунктів і дія починається з 18:00 5 вересня.

### 6 вересня
Бійці батальйону «Айдар» потрапили в засідку російського спецназу. За попередніми даними, загинуло 11 людей.
Очевидці зазначають, що під час так званого перемир'я РФ стягує додаткову бронетехніку та танки Т-72 до Луганська.

### 7 вересня
З полону бойовиків звільнено 15 українських військових. Загалом терористи тримають заручниках до 800 бійців.
З-під оточення в Іловайську вдалося вийти 32 українським військовим.

### 8 вересня
За даними ООН, жертвами бойових дій у Донецькій та Луганській областях стали не менше 3 тисяч осіб. Однак, за їхнім уточненням, прорахувати втрати бойовиків не представляється можливим, тому кількість жертв може бути в 2-4 рази більшою. Державна служба України з надзвичайних ситуацій заявила, що кількість вимушених переселенців зі східних областей та АР Крим становить 271 160 людей.
Президент України Петро Порошенко повідомив, що за 4 дні перемир'я з полону було звільнено близько 1200 українських військовослужбовців. Згодом прес-секретар президента Святослав Цеголко повідомив, що насправді всього військовополонених є близько 1200, а звільнено 648 бійців.

### 10 вересня
Петро Порошенко повідомив, що з полону було звільнено 6 військовослужбовців, які перебували в Горлівці, та 20, яких утримували в Донецьку.
Сили АТО успішно відбили напад бойовиків на аеропорт Донецька. Ввечері обстріл з важкої артилерії поновився у трьох районах Донецька. Проросійські бойовики відкрили вогонь по українських позиціях розташованих у Дебальцеве, Вільхівка, Авдіївка, Ясинувата, Красногорівка, Кіровське, Майорськ та Малоорлівка.

### 11 вересня
За даними РНБО України, під час дії угоди про припинення вогню проросійські угрупування атакували українських військових у Тоненьке, Староласпа, Центральний, Углегорськ, Попасна, Перше травня, Ленінське. Донецький аеропорт був обстріляний з артилерії.
Частина Донецької області змінила свій статус протягом ночі і була позначена на офіційній карті як територія, що знаходиться під контролем терористів.
МВС повідомило, що бойовики обстріляли цивільний автобус біля Первомайська, убивши молоду матір і її 10-місячну дитину.
Спалихнули важкі бої, коли проросійські бойовики спробували захопити контрольну точку в селі Майорськ, на північний захід від Горлівки. Атака була відбита українськими військами. Один український солдат був убитий і двоє важко поранені через сильний обстріл в Дебальцевому.

### 12 вересня
Автобус був обстріляний під час обстрілу села Ханженково північніше від Макіївки. Три людини отримали поранення.
Петровський район в Донецьку обстрілювався протягом чотирьох годин. Водопостачання міста не може бути відновлене через постійні обстріли.
Цивільний автомобіль підірвався на міні в районі міста Станиця Луганська, загинула одна жінка, поранений один прикордонник.
Ввечері почався наступ бойовиків на донецький аеропорт, цьому передував артобстріл, в тому числі БМ-21. Наземні споруди аеропорту зайнялись, сепаратистські ЗМІ повідомили, що їх війська захопили п'ять літаків Як-52 і один А-29. Остання заява була відхилена українськими силами.
Валентин Наливайченко, голова Служби безпеки України, заявив, що в той час як військова присутність Росії в Україні зменшилася, є «залишкові війська» біля Старобешеве і інших частинах Донецької та Луганської областей. Він також зазначив, що ці війська продовжували вести вогонь по українських позиціях.

### 13 вересня
На світанку був відкритий мінометний вогонь проти українських військ в аеропорту Донецька і Дебальцево.
За офіційними даними близько 200 бойовиків з Пантелеймонівки «під російським прапором» спробували прорвати українські позиції біля Васильєвки, північніше Горлівки. Села Троїцьке, Криничне, Жданівка були обстріляні з «Градів».
В Україну вторгнувся другий російський гуманітарний конвой у складі не менше 200 машин.

### 14 вересня
РНБО засудила вторгнення другого російського «гуманітарного конвою» в Україну 13 вересня, визнаючи його «незаконним».
Проросійські сили за підтримки шести танків і «Градів», спробували взяти штурмом аеропорт Донецька ще раз. Крім того, мер міста зазначив, що райони Куйбишевський і Київський були обстріляні з важкої артилерії. Є жертви серед цивільного населення. Троє українських солдатів було вбито і кілька отримали поранення під час атаки на донецький аеропорт. Під загрозою знаходились Карлівка, Піски, Авдіївка, Красногорівка.
За останні кілька днів, були здійснені напади на українські позиції в 26 місцях у Донецькій області, і ще в 6 місцях Луганської області.

### 15 вересня
Донецька влада повідомила, що шість чоловік були вбиті і 15 отримали поранення в протягом ночі при обстрілі, це найбільші втрати з початку перемир'я. Вибухи були чутні весь день з боку аеропорту. Одна людина була вбита і ще п'ять отримали поранення через сильний обстріл в Макіївці. Подача води в місто була відрізана після того, як місцевий завод з очищення питної води був пошкоджений.
Глава місії ОБСЄ в Україні повідомив про зростання числа порушень режиму припинення вогню протягом останніх 48 годин.
Андій Пургін, Перший віце-прем'єр ДНР заявив, що вони підписали угоду про припинення вогню лише для того, щоб «припинити гуманітарну катастрофу».
В Яворові розпочались військові навчання за участі українських і американських військових — «Rapid Trident», це недалеко від Львова на заході України, близько 1000 км від Луганської і Донецької областей. Згідно із заявою, США, 11-денні навчання будуть вдосконалювати «миротворчі і стабілізуючі операції», в тому числі «протидія саморобним вибуховим пристроям, патрулювання». У навчаннях візьмуть участь близько 1300 військовослужбовців з 15 країн, включаючи Україну, Азербайджан, Болгарію, Канаду, Грузію, Німеччину, Велику Британію, Латвію, Литву, Молдову, Норвегію, Румунію, Іспанію та США, а також як спостерігачі навчань — представники НАТО.
У минулі вихідні міністр оборони України Валерій Гелетей заявив, що країни НАТО почали озброюватись для боротьби з повстанцями. Хоча питання про відновлення ядерного арсеналу України не стоїть на порядку денному, пан Гелетей сказав, що це не виключено в майбутньому.

### 16 вересня
Українські джерела повідомили, що три солдати були вбиті і двоє поранені в зоні АТО за останні 24 години. Інші джерела повідомляють, що цього дня було зафіксовано 26 нападів проросійських бойовиків по українських позиціях в різних напрямках — 19 в Донецькій області і 7 в Луганській. Відповідно до цього, сепаратисти намагались витіснити українські війська з районів Донецька, Авдіївки, Дебальцеве і Щастя.
Три цивільних людини було вбито і п'ять поранено внаслідок обстрілу з важкої артилерії.
Були сформовані Об'єднані Збройні Сили «Новоросії».